# Medine Erkan
Medine Erkan (Eskişehir, 10 de setembre de 1995) és una jugadora de futbol turca. Erkan juga de defensa, i també participa en la selecció nacional turca femenina sub-19 des del 2012.